# Vettor Pisani (pirocorvetta)
La Vettor Pisani (già Briosa) è stata una pirocorvetta ad elica della Regia Marina.

## Caratteristiche
La costruzione della nave, progettata dal generale ispettore del Genio Navale Giuseppe Micheli, faceva parte del programma navale presentato in Parlamento dal ministro Diego Angioletti il 3 aprile 1865: la realizzazione di tale progetto venne immediatamente autorizzata ma, causa la mancanza di fondi, poté avere inizio (dopo il via libera definitivo del Ministero della Marina, nel gennaio 1867) solo due anni dopo, con l'impostazione della pirocorvetta nell'Arsenale di Venezia l'11 maggio 1867: la Vettor Pisani fu la prima nave realizzata in tali cantieri dopo l'annessione di Venezia all'Italia, avvenuta nel 1866. Il notamento finale delle spese di costruzione venne fatto a Venezia il 27 luglio 1871, ed indicò, tra costo dei materiali (710.341 lire da cui erano dedotte 20.367 lire di materiale di recupero) e della manodopera (599.957 lire), un costo complessivo di 1.310.299 lire, che fondi non ufficiali, considerando anche le spese di attrezzatura ed armamento, portano ad un totale di 3.104.958 lire.

Ultima pirocorvetta in legno a propulsione mista della Regia Marina, la nave era una pirocorvetta a batteria coperta dall'aspetto elegante, caratterizzato da un castello di prua e da un grande cassero di poppa, nonché da tre alberi (trinchetto, maestra e mezzana) a vele quadre (armamento velico a nave). La nave disponeva di ampie e confortevoli sistemazioni interne, adatte pertanto a traversate oceaniche di grande durata. 

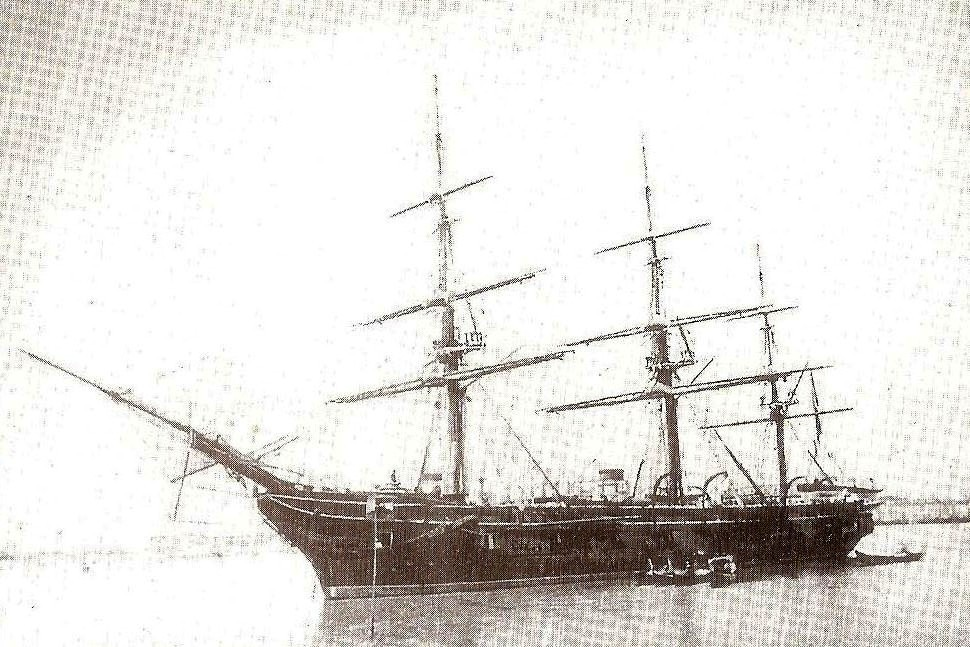
La Vettor Pisani fotografata nell'Arsenale di Venezia al termine dell'allestimento.

Lo scafo (parzialmente sovraccaricato di pezzi di rinforzo), solido e ben costruito (tanto che non vi si rilevò alcuna sconnessione nemmeno dopo le lunghe e logoranti circumnavigazioni del globo), non aveva però forme del tutto ben pensate, dato che reggeva senza problemi il mare grosso, senza quasi imbarcare acqua, ma in tali condizioni era afflitto da violento ed ampio rollio (con sbandamento che giungeva sino a 37°) a causa della propria eccessiva stabilità: per contrastare gli effetti del rollio si giunse, nel corso della prima campagna oceanica, a dover alzare il centro di gravità mediante lo spostamento di alcuni pesi. La nave presentava una buona sensibilità al timone ed aveva buone qualità nautiche, risultando però piuttosto lenta. Lo scafo era composto da diversi tipi di legno: le parti principali dell'ossatura, i massi di prua, di poppa e del pozzo dell'elica erano in legno di quercia delle Romagne che, stanti anche i lunghi tempi di costruzione, poté stagionare adeguatamente. Il fasciame esterno era in teak (dal baglio di batteria in su), in quercia del Friuli (dal baglio di batteria ad un metro e mezzo sotto la linea di galleggiamento), di larice di Corsica e larice del Cadore alternati (da un metro e mezzo sotto al galleggiamento alla linea esterna dei paramezzali di macchina) e di quercia di Romagna (dai paramezzali di macchina alla chiglia), ricoperto di fogli di rame nella carena. Il fasciame interno era invece realizzato in teak (dalla linea dei dormienti dell'imbagliatura del ponte di batteria in su) e quercia delle Romagne (da tale linea in giù). I bagli, realizzati in pino larice di Corsica e pino larice del Cadore alternati, poggiavano su dormienti in quercia del Friuli, legno di cui erano fatti anche trincarini e controtrincarini; questi ultimi, nel ponte di batteria, si prolungavano per tutta la lunghezza del tratto in cui erano manovrati gli affusti dei cannoni. I bagli del locale caldaie vennero realizzati in ferro, mentre il tavolame del ponte era composto da pino larice e le mastre dei boccaporti da teak.
Lo sperone era decorato da una polena intagliata e donata dal conte Andrea Morosini, raffigurante il busto dell'ammiraglio eponimo della nave, Vettor Pisani.
L'alberatura venne costruita in pino larice ed abete: nel corso dell'allestimento si decise di ridurre l'altezza prevista inizialmente dai progetti, ma tale decisione ebbe esito negativo, in quanto il piano velico risultò così inadeguato. Inoltre, causa sia difetti di fibra sia una stagionatura troppo ridotta, il legname delle alberature si deteriorò troppo in fretta, obbligando, dopo pochi anni, a ricostruire completamente le alberature, sia per questo problema che per ampliare il piano velico (a tale scopo, nel 1877, il progettista gen. Micheli venne mandato a Venezia per visitare la pirocorvetta). Le manovre fisse di alberi di gabbia ed alberetti erano in cavo vegetale, e quelle dei tronchi maggiori in filo di ferro, anche per via della ridotta distanza che separava il fumaiolo dall'albero maestro. Si trattò della prima volta, nella Regia Marina, in cui si usarono cavi metallici per le principali manovre fisse su navi di tali dimensioni. Il risultato di tale esperimento ebbe esito soddisfacente, tanto che, nei lavori di ricostruzione delle alberature svolti nel 1877, le nuove manovre fisse superiori vennero in larga parte (o nella quasi totalità) eseguite mediante fil di ferro.

Dovendo compiere lunghe traversate oceaniche, la Vettor Pisani era dotata di capienti depositi, che potevano contenere 27 tonnellate di acqua di lavanda, 6000 litri di vino, 1000 litri di acquavite ed aceto e provviste per 130 giorni. La scorta di carbone era di 190 tonnellate (ma in genere si trovava ridotta a 150 tonnellate per poter migliorare le prestazioni della corvetta nella navigazione a vela), sufficiente solo per alcuni giorni di navigazione: tale problematica, del resto, affliggeva la gran parte delle navi di tale tipologia. La Vettor Pisani consumava, durante la navigazione a vapore, parecchio carbone, ma solitamente navigava a vela. 

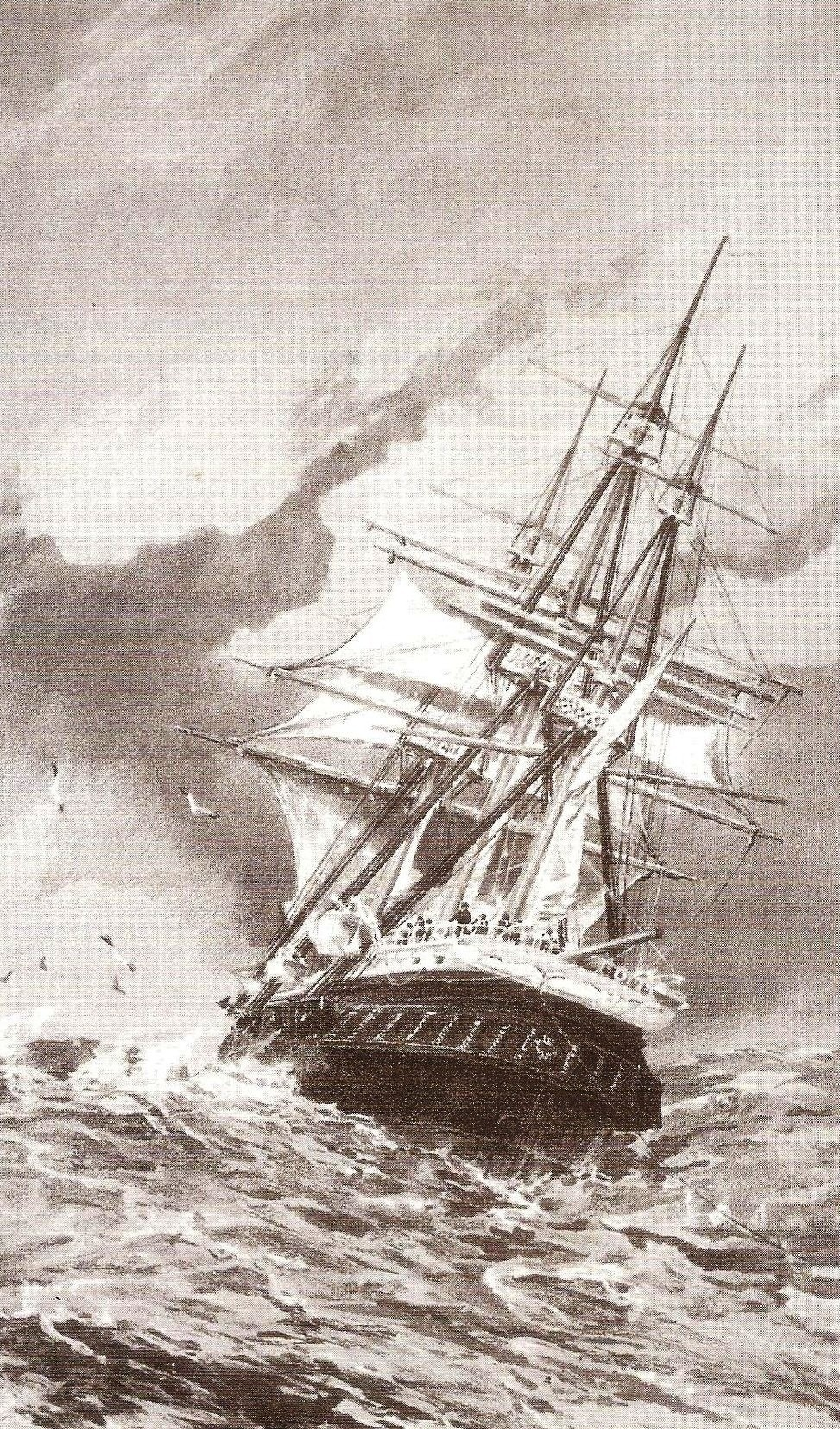
La Vettor Pisani in un dipinto di Eduardo De Martino.

Le imbarcazioni in dotazione alla pirocorvetta erano, nel 1877, una barca a vela, quattro lance, una baleniera lunga otto metri, una scappavia, un topo ed un sandaletto. Il numero e tipo di tali imbarcazioni cambiò comunque nel tempo: nella circumnavigazione del 1871-73 vi era anche una lancia a vapore lunga 10,565 metri e dislocante 7,149 tonnellate, mentre nel 1878 la baleniera venne radiata, e la sua classificazione passò alla scappavia. La nave aveva due ancore di posta e due di speranza.
L'apparato propulsivo consisteva in quattro caldaie, una macchina alternativa a vapore ed un condensatore, il tutto progettato e realizzato dalla ditta napoletana Guppy & C.: tale apparato risultò di funzionalità buona ed affidabile. Le quattro caldaie originarie andarono incontro a rapido logoramento, come venne rilevato nel 1877, quando fu constatato che, anche se sottoposte ad approfondite riparazioni, tali caldaie non sarebbero durate che per pochi ulteriori anni: pertanto si decise di munire la Vettor Pisani, ritenuta utilizzabile ancora per oltre un decennio, di nuove caldaie, mentre le vecchie vennero cedute all'anziana e superata pirocorvetta a ruote Ettore Fieramosca, che sarebbe stata radiata nel giro di qualche anno. Le nuove quattro caldaie, costruite dalla Ditta Pattison & C. di Napoli come muta di riserva per la radiata pirocorvetta Etna, vennero imbarcate sulla Vettor Pisani tra il settembre 1878 ed il gennaio 1879. Tali caldaie erano a ritorno di fiamma con tubolature in ottone e tiranti in ferro, ed ognuna di esse aveva quattro forni; la superficie delle graticole era di 24,32 m², la superficie effettiva di riscaldamento 370,19 m² e la pressione media alle prove fu di 95,5 cmHg. Nel maggio 1886, nel corso di nuovi lavori eseguiti a Napoli, tali caldaie vennero sostituite da altre quattro di analogo tipo, completate nel 1883 dalla Ditta Guppy & C. quale muta di ricambio per la pirocorvetta a ruote Guiscardo, che tuttavia era stata radiata nel 1882. Tali caldaie, ognuna delle quali provvista di tre forni, avevano una pressione di progetto di 25 libbre per pollice quadrato (1,758 kg/cm²), erano lunghe 2,66 metri, larghe 3,64, con graticole lunghe 1,80 metri, larghe 0,96 e con superficie complessiva di 20,736 m². La superficie complessiva di riscaldamento era di 639,540 m², mentre quella effettiva era di 426,360; il volume totale delle camere d'acqua era di 58 m³ e quello delle camere di vapore di 33,328 m³, mentre la superficie complessiva di vaporizzazione era di 36,260 m². Successivamente all'entrata in servizio venne imbarcata anche una calderina ausiliaria Field, che forniva il vapore necessario a produrre l'energia elettrica per l'illuminazione.
La macchina a vapore, progettata e costruita (al pari delle caldaie) dalla ditta Guppy ed imbarcata a Venezia nel maggio 1869, era una motrice orizzontale a due cilindri (con diametro di 1,397 metri) a media pressione con biella rovesciata. Tale macchina aveva una potenza nominale di 300 HP (221 kW) e media effettiva di 950 HP (699 kW), con corsa degli stantuffi di 0,762 metri e 60 giri alla forza nominale. L'inversione di moto da macchina avanti a macchina indietro poteva essere effettuata in 15-16 secondi. In origine la pirocorvetta aveva un condensatore Normandy realizzato nel Regno Unito, rimpiazzato nel 1882 da un apparato tipo Perroy provvisto di bollitore Cousin (che tuttavia, dato che, a causa la ridotta potenza delle caldaie, il vapore immesso nel bollitore non era abbastanza caldo da provocare l'evaporazione dell'acqua, non venne mai impiegato, mentre si decise di immettere il vapore direttamente nel refrigeratore, con una capacità di 9000 litri al giorno) e refrigeratore. L'elica, bipala con passo variabile in bacino, era provvista di telaio e poteva essere sollevata in un pozzo ricavato a poppa. Il diametro dell'elica era di 4,317 metri ed il passo, fissato, dopo le prove iniziali, al minimo (5,48 metri), venne aumentato nel 1886 a 5,781 metri. Il sollevamento nell'elica permetteva, durante la navigazione alla vela, di incrementare la velocità di un nodo.
Durante il proprio periodo di servizio la pirocorvetta compì in diverse occasioni delle prove di macchina, sia all'ormeggio che in mare: tali prove vennero eseguite alla consegna, dopo i lavori all'apparato propulsivo e nelle visite di riarmo. Nelle prove di consegna del 1871 la nave, con pressione delle caldaie di 20 libbre per pollice quadrato (1,406 kg/cm²) e 62,5 giri di macchina al minuto, raggiunse una velocità media di 8,8 nodi, che in una prova eseguita in seguito con il passo dell'elica variato al minimo (5,48 m) giunsero sino a 9,66. Il 18 marzo 1879, prima che la nave partisse per la terza traversata oceanica, vennero eseguite nuove prove di macchina, nel corso delle quali la velocità media fu superiore a quella registrata nelle prove di consegna: 10,4 nodi, mai più raggiunti in seguito. Nel corso di nuove prove eseguite il 21 marzo 1882 (con dislocamento di 1931,85 tonnellate, pescaggio a poppa di 5,720 metri, a prua di 4,850 e medio di 5,285) la velocità media su due tratte della base fu di 8,86 nodi al solcometro e 8,5 ai rilevamenti, con 56 giri di macchina al minuto, 95,5 cmHg di pressione media nelle caldaie, 56,5 cmHg di vuoto medio nei condensatori, 88,5 cmHg di pressione media effettiva sugli stantuffi e 43,0 cmHg di vuoto medio sotto gli stantuffi. La potenza media nominale era di 282 HP (208 kW) e quella effettiva di 699 HP (514 kW). Il 29 giugno 1886, dopo l'imbarco della nuova muta di caldaie, venne eseguita una nuova prova in mare: con dislocamento di 1914,84 tonnellate e pescaggio a poppa di 5,50 metri, a prua di 5,00 e medio di 5,25, la velocità media su due tratte della base fu di 7,5 nodi ai rilevamenti, con 48 giri di macchina al minuto, 15,00 libbre per pollice quadrato (1,055 kg/cm²) di pressione media nelle caldaie, 55,0 cmHg di vuoto medio nei condensatori, 12,41 libbre per pollice quadrato (0,872 kg/cm²) di pressione media effettiva sugli stantuffi e 9,25 libbre per pollice quadrato (0,650 kg/cm2) di vuoto medio sotto gli stantuffi. La potenza media nominale risultò di 242 HP (178 kW), mentre quella effettiva fu di 426 HP (314 kW). Nella prima base venne ottenuta una pressione massima nelle caldaie di 20 libbre per pollice quadrato (1,406 kg/cm2), con 57 giri di macchina e 8,5 nodi, mentre nella seconda base si ebbero pressione massima di 14-15 libbre per pollice quadrato e velocità di 6,5 nodi. Non si ottennero valori superiori a causa del carbone di cattiva qualità e dei fuochisti inesperti. Venne quindi concluso che le macchine, in esercizio normale, non potevano ottenere più di 40-45 giri perché le caldaie producevano poco vapore, in quanto tali apparati, costruiti per la macchina della pirocorvetta Guiscardo, di diverso tipo, raggiungevano una pressione troppo bassa. Nel luglio 1886 la Direzione Generale del Materiale, letti i verbali delle prove, fece notare la stranezza che con maggiore superficie effettiva di riscaldamento di caldaie e graticola non si raggiungessero le 20 libbre per pollice quadrato di pressione che le vecchie caldaie, molto simili a quelle nuove, invece ottenevano. Si ritenne di dover cercare altre cause oltre ai problemi legati alla qualità del carbone ed all'inesperienza dei fuochisti (che pure avevano dovuto far funzionare apparati semplici e conosciuti), e di dover individuare opportune soluzioni, quali il miglioramento del tiraggio, oppure di dover accettare la presente situazione limitando la pressione ed abbassando la potenza effettiva da 950 HP (699 kW) a 425 HP (313 kW).
Principali cause delle diminuite prestazioni dell'apparato motore risiedevano nel logoramento dell'apparato, non del tutto risolvibile con la manutenzione, nell'inadeguato addestramento del personale di macchina e negli insufficienti controlli sulla qualità delle forniture di carbone, frequentemente caratterizzate da elevate percentuali di polverino, di scarsa utilità nella combustione ed al contempo dannoso per gli evaporatori.

Nel 1873 il comandante della nave, Lovera, giudicò l'unità ottima nelle manovre quando in navigazione a vapore, e mediocre nelle manovre alla vela: la Vettor Pisani veniva giudicata poco veliera, derivando il doppio rispetto al normale e virando per davanti in ritardo. La pirocorvetta teneva il mare grosso e restava alla cappa senza problemi, risultando una nave sicura e di buone qualità se utilizzata con propulsione mista, senza cercare di compiere manovre azzardate od impegnative nella navigazione a vela. Navigando a vela la Vettor Pisani raggiunse, al comando di Lovera, la non disprezzabile velocità di 7,5 nodi. 

La Vettor Pisani in una foto ampiamente ritoccata, dopo l'aggiunta del casseretto di poppa nel 1879.

Tra il 1877 ed il 1879, in seguito all'usura di gran parte delle parti in legno, l'alberatura venne interamente ricostruita ed ampliata. Sin dai primi rapporti dei comandanti si erano infatti messi in evidenza vari problemi dell'alberatura originaria, ridotta rispetto al progetto: i tronchi maggiori erano almeno due metri troppo bassi rispetto al necessario, e troppo corti risultavano anche i colombieri degli alberi di gabbia. Gli alberetti non erano sostenuti adeguatamente a causa delle micce troppo piccole ed i pesi erano mal distribuiti, causando un'immersione della prua maggiore del previsto e, di conseguenza, una tendenza a saltare sull'orza all'inizio delle manovre in cui si stringeva la direzione del vento. Durante i lavori di ricostruzione dell'alberatura vennero utilizzati, per risparmiare, tutti i materiali che poterono essere recuperati dall'alberatura originaria e da altre demolizioni. In concomitanza con tali lavori vi fu anche la ridistribuzione di alcuni pesi, onde riportare lo stato nelle condizioni di pescaggio previste dal progetto originario.
L'armamento originario era formato da quattro cannoni in ferro rigato cerchiato da 160 mm, dieci cannoni anch'essi in ferro cerchiato a canna rigata da 120 mm e tre cannoni in bronzo da 80 mm. Nel 1878, per compensare parzialmente l'aumento di peso causato dalla costruzione di un casseretto, i quattro pezzi da 160 vennero rimpiazzati con altrettanti cannoni da 120. Nel 1879 l'armamento fu completamente sostituito con dieci cannoni a retrocarica in acciaio a canna rigata e cerchiata da 120 mm, dal tipo N. 2 e collocati su affusti automatici Albini. Intorno al 1883 la nave, stazionaria a Callao, imbarcò due cannoni da 75 mm prelevati dalla vetusta pirocorvetta a ruote Archimede, radiata a Callao, e quindi, prima di partire, ricevette altri due cannoni (due dei pezzi da 75 mm erano del tipo N. 1 e due N. 2). Nel 1885, con l'impiego quale nave scuola, l'armamento venne ridimensionato a sei cannoni a retrocarica in acciaio rigato cerchiato da 120 mm tipo N. 2, con la rimozione dei cannoni sistemati a poppa, al posto dei quali trovarono spazio i locali igienici degli allievi. Nel 1886 la Vettor Pisani venne dotata di quattro mitragliatrici, due a 31 canne e due a 4 canne, mentre nel 1888 vennero aggiunti due cannoni da 75 mm e, per esigenze addestrative, sei mine fisse modello 1882 ad ancoramento.
La linea della nave, in origine elegante e caratterizzata da un piccolo fumaiolo retrattile, che rientrava nel corso delle navigazioni a vela, venne successivamente alterata dalla costruzione, sul ponte di coperta, di una tuga che sosteneva un ponte di comando chiuso, unitamente ad un fumaiolo di maggiori dimensioni. Nell'autunno 1878 venne inoltre realizzato un casseretto in legno e lamiera, del peso di dodici tonnellate, contenente l'alloggio del comandante.

## Storia
Impostata nell'Arsenale di Venezia l'11 maggio 1867 come Briosa, la nave iniziò ad essere chiamata Vettor Pisani nelle corrispondenze ufficiali a partire dall'inizio del 1868. Varata il 22 luglio 1869 con una grandiosa cerimonia, alla presenza di 6000 persone, la pirocorvetta assunse ufficialmente il nome di Vettor Pisani il 1º agosto 1869. 

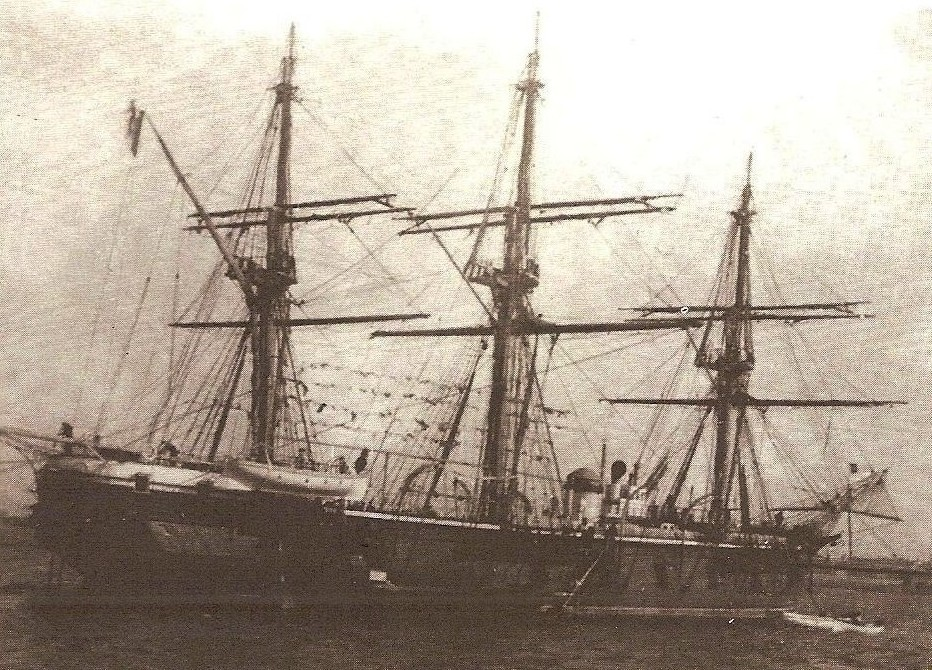
Un'altra fotografia della Vettor Pisani.

Il 17 novembre 1869, prima ancora della formale entrata in servizio, la Vettor Pisani rappresentò l'Italia nella cerimonia d'inaugurazione del canale di Suez, che fu la prima nave italiana ad attraversare.
Subito dopo l'entrata in servizio (10 aprile 1871), la Vettor Pisani, al comando del capitano di fregata Giuseppe Lovera di Maria, venne preparata per un lungo viaggio in Estremo Oriente, dove avrebbe dovuto essere inviata come stazionaria, per proseguire gli approcci politici ed economici con le nazioni orientali, avviati dalla pirocorvetta Principessa Clotilde e prima ancora dalla pirocorvetta Magenta. Ultimato l'approntamento, la nave lasciò Venezia e si trasferì a Napoli, da dove, dopo la pulizia della carena compiuta in bacino di carenaggio, partì il 30 maggio 1871 per la sua prima circumnavigazione del globo, durata 27 mesi e 9 giorni (per un totale di 440 giorni trascorsi in navigazione), nella quale totalizzò 48.000 miglia nautiche percorse (40.000 delle quali a vela), svolgendo missioni diplomatiche in differenti stati dell'Estremo Oriente e toccando 41 porti. Tra i principali sorgitori toccati vi furono Beirut, Porto Said, Aden, Singapore, Yokohama, Shanghai, Hong Kong, Manila, Bangkok, nuovamente Singapore e Yokohama, Ambon, Orangerie, Sydney, Auckland e Montevideo. Dopo una sosta nel Levante, la nave entrò nel Mar Rosso e nel luglio 1871 fece scalo ad Assab, ove compì rilievi idrografici e topografici e la triangolazione (ad opera degli ufficiali della nave in collaborazione con Ezio de Vecchi, geodeta ed ufficiale del Regio Esercito posto a capo della commissione incaricata dello studio delle possibilità di creare una colonia italiana in Eritrea) della baia di Assab, dove si pensava di insediare una base italiana come punto di partenza per la fondazione di una colonia in Eritrea: dopo aver individuato una secca la cui presenza era stata precedentemente indicata da idrografi inglesi ed effettuato vari studi topografici ed idrografici che portarono De Vecchi ad esprimere parere negativo sulla reale convenienza, per questioni tecniche (idrografiche, climatiche e di sicurezza) ma anche politiche, di impiantare una base nel porto eritreo, la Vettor Pisani fece rifornimento ad Aden, da dove ripartì. Dopo aver sostato in Giappone, la pirocorvetta si spostò, tra dicembre 1871 e gennaio 1872, tra Shanghai, Macao, Hong Kong ed Amoy (porto quest'ultimo, definito dal comandante Lovera sudicio e scarsamente ospitale, ove vivevano tre piccoli commercianti italiani). Dopo aver stazionato ad Hong Kong per qualche tempo (venendo poi sostituita in quella stazione, nel 1873, dalla pirocorvetta a ruote Governolo), la nave ne ripartì e giunse a Manila nel marzo 1872, per proseguire le trattative avviate dal comandante della Principessa Clotilde, Carlo Alberto Racchia, circa la formazione di una colonia nel Borneo, ove deportare carcerati italiani. Dopo aver navigato nelle acque delle Filippine, in Giappone la Vettor Pisani appoggiò l'acquisto da parte italiana di bozzoli di seta, dopo di che venne inviata in Nuova Guinea alla ricerca degli esploratori Odoardo Beccari e Luigi Maria d'Albertis, che risultavano dispersi e che ritrovò presso il Governatore olandese delle Molucche, ad Ammoina, dov'era giunta dopo aver difficoltosamente attraversato gli stretti di Torres (che fu la prima nave ad attraversare) e di Gallewo: la nave imbarcò D'Albertis, che era malato di malaria, mentre Beccari volle restare per continuare l'esplorazione (a lui si unì un ufficiale della pirocorvetta, Enrico De Albertis). Ripartita da Ammoina, la Vettor Pisani toccò le isole Ke ed Arù, poi costeggiò la Nuova Guinea meridionale, dove D'Albertis esplorò i monti Charles Louis, le alture del Lido di Utania ed il monte Owen Stanley, quindi giunse nella baia di Orangerie, dove D'Albertis trovò in un'isola un esemplare di una specie sconosciuta di Paradisea, che denominò raggiana. In Nuova Guinea e nelle Molucche l'equipaggio della nave compì importanti studi idrografici. Il 1º febbraio 1873 la nave, dopo aver visitato varie isole dell'Oceano Pacifico, giunse a Sydney, dove sbarcò D'Albertis, sempre più malato. Il 29 agosto 1873 la pirocorvetta fece ritorno in Mediterraneo, unendosi ad altre navi italiane al largo dell'isola di Escombreras (non lontano da Cartagena) e giungendo infine a Napoli, ove venne disarmata il 3 settembre.
Sottoposta ad alcuni lavori a Napoli a partire dal settembre 1873, la nave tornò in servizio l'11 aprile 1874, al comando del capitano di fregata Alberto De Negri (poi rilevato, a Yokohama, da Antonio Ansaldo). Il 14 giugno 1874, dopo due mesi di approntamento, la Vettor Pisani lasciò Napoli per il suo secondo giro del mondo: nel corso di tale campagna, protrattasi per due anni e nove mesi e pressoché priva di avvenimenti di rilievo, la pirocorvetta fece scalo in 25 porti stranieri (in prevalenza di Cina, Giappone e costa pacifica americana), con principale scopo il «mostrare la bandiera». Nel corso della navigazione, durante la quale vennero percorse 49.000 miglia, la nave ebbe modo anche di correggere la posizione di alcune isole delle Molucche, indicate erroneamente nelle carte nautiche dell'epoca. In Cina la nave sostò brevemente ad Amoy ed Hong Kong. Giunta in Giappone, la pirocorvetta lasciò Yokohama il 1º novembre 1875 ed attraversò l'Oceano Pacifico giungendo il 14 febbraio 1876 a Port La Union (San Salvador), proseguendo per Acapulco, in Messico, da dove raggiunse il Cile e, doppiando Capo Horn, arrivò in Uruguay. Il 5 giugno 1876 la nave arrivò a Valparaíso, proseguendo per Montevideo e quindi arrivando, l'8 ottobre, a Rio de Janeiro, che lasciò il 4 dicembre, alla volta dell'Italia. Terminando il viaggio, la nave, rientrata nel Mediterraneo passando per Gibilterra, dovette sostare a Siracusa il 19 febbraio 1877 per maltempo, e giunse infine a Venezia il 24 febbraio 1877, venendo quindi sottoposta a grandi lavori di rimodernamento e modifica dell'armamento nell'Arsenale, protrattisi sino agli inizi del 1879. Durante questi lavori la pirocorvetta inaugurò uno dei due nuovi bacini di carenaggio costruiti nell'Arsenale di Venezia, entrandovi per la prima volta il 12 dicembre 1878 ed uscendo da esso ventisei giorni più tardi. Il 1º luglio 1877, a seguito di un Decreto Ministeriale, l'unità venne classificata nave da guerra di II classe.
L'11 marzo 1879 la Vettor Pisani venne riarmata per compiere la sua terza crociera in Estremo Oriente (specie in Cina), con scopi diplomatici, questa volta agli ordini del capitano di fregata Tommaso di Savoia, duca di Genova. La pirocorvetta lasciò Venezia nel mattino del 31 marzo e, dopo una sosta a Brindisi, ne ripartì il 7 aprile 1879 per una campagna oceanica che durò 32 mesi (965 giorni), nel corso della quale la nave toccò 130 porti esteri (principalmente in Cina, Giappone e Russia asiatica) e navigò per 42.000 miglia. Lasciata Brindisi, la nave toccò Cefalonia, costeggiò Creta e, attraversato il canale di Suez, fece tappa a Porto Said, da dove proseguì alla volta di Aden, arrivandovi l'8 maggio. Dopo aver sostato nel porto yemenita, la pirocorvetta raggiunse Bander-Mereyek (31 maggio), Ras Filuch (3 giugno), dove vennero imbarcati 73 montoni e sette tonnellate di carbone e Berbera. Successivamente la nave toccò Penang (26 giugno), quindi Singapore (dove arrivò il 4 luglio 1879) ed Hong Kong (22 luglio), per giungere, la mattina del 3 agosto, in vista del Giappone: ormeggiatasi a Tama-no-ura sull'isola di Fukuye (arcipelago di Goto), la pirocorvetta ne ripartì e l'8 agosto, al mattino, arrivò a Nagasaki, da dove proseguì per la baia Olga (Tartaria), ove fu costretta a sostare per un mese causa l'insorgere di alcuni casi di colera a bordo. Nel corso della navigazione, tra il 29 luglio ed il 1º agosto, la Vettor Pisani affrontò un violento tifone, giungendo a sbandare fino a 40°, riportando vari danni ed allagamenti nonché alcuni feriti e perdendo vele, imbarcazioni e portelli. Ripartita il 22 settembre, la Vettor Pisani giunse a Vladivostok, poi a Possiette, al confine tra Russia e Corea, ed infine ad Hakodate (isola di Ezo), da dove, passato capo Shiriyia, fece tappa nella baia di Nambu ed arrivò infine a Yokohama, da dove il Duca di Genova andò in treno, con quattro ufficiali, a Tokyo, per rendere omaggio all'imperatore. Dopo essere stata a Yokosha, la corvetta ripartì da Yokohama il 1º gennaio 1880 e toccò il golfo di Suruga, Shimitsu, Kōbe (ove arrivò il 18 gennaio), la baia di Miliaria, Okashima, Matsuyama, lo stretto di Shimonoseki, la baia di Fukuoka e quindi Nagasaki. Nel febbraio 1880 la Vettor Pisani arrivò a Shanghai in un momento di gravi tensioni tra Russia e Cina, che faceva presagire una guerra tra le due nazioni: navi di numerose potenze occidentali stazionavano a Tientsin, in vari porti della Cina meridionale e nella stessa Shanghai, ove vi erano venti navi da guerra tra britanniche, francesi, tedesche e statunitensi, con tre ammiragli a bordo. Apparendo priva di utilità una prolungata sosta a Shanghai, il comandante, dietro consiglio dell'ambasciatore italiano in Cina De Luca, prese la decisione di risalire lo Yangtze almeno sino ad Hankow, per potersi meglio rendere conto della situazione interna in Cina: la risalita del fiume avvenne tra marzo ed aprile, includendo la visita a varie città fluviali i cui porti erano aperti ai commerci europei. Nei mesi successivi la nave si trattenne ancora in Estremo Oriente: il 12 maggio 1880 fu nuovamente ad Hong Kong, dopo di che, calmatasi la situazione in Cina, si recò in Giappone, con cui i rapporti economici dall'Italia erano più importanti: il 25 novembre 1880 la pirocorvetta era a Yokohama. Nel 1881 la Vettor Pisani fu nuovamente in Cina. Il 12 luglio 1881, durante la navigazione di rientro, la nave fece tappa ad Aden, mentre il 31 agosto toccò Cerigo ed il 17 settembre Itaca. Il 20 settembre 1881 la Vettor Pisani giunse a Venezia, concludendo il viaggio. La Vettor Pisani fu, durante questa traversata, la prima unità italiana a risalire lo Yangtze, onde «mostrare la bandiera» nell'Impero cinese, e la prima nave occidentale ad essere visitata dall'imperatore Meiji e dai principi giapponesi. Durante il viaggio vennero raccolti, tra l'altro, numerosi esemplari di uccelli ed allacciati, sul piano politico ed economico, buoni rapporti con la Corea, che avrebbero poi portato ad un trattato con tale nazione.
Nel marzo 1882, dopo un turno di grandi lavori, la pirocorvetta, agli ordini del capitano di fregata Giuseppe Palumbo, ripartì alla volta del Perù, da dove, dopo una provvisoria stazione, intraprendere il terzo giro del mondo, in senso contrario rispetto ai due precedenti e con scopi, oltre che politici e diplomatici, anche idrografici e scientifici. Terminati i lavori a Venezia, la Vettor Pisani ne partì al tramonto del 26 marzo ed il 2 aprile giunse a Napoli, ove imbarcò carbone, caricò le attrezzature scientifiche ed il materiale necessario alla raccolta e conservazione degli esemplari zoologici, allestì la scala idrografica e ricevette le ultime riparazioni (tra l'altro vennero acquistati vari strumenti musicali napoletani per lo svago dell'equipaggio durante i lunghi periodi di navigazione), per partire il 20 aprile 1882. Durante la navigazione a sud di Formentera vennero fatti dei rilevamenti batimetrici, per la correzione dei dati allora in possesso (tra l'altro si scandagliò cercando, senza risultato, un banco di sabbia segnalato in quelle acque da carte nautiche inglesi), dopo aver fatto tappa a Gibilterra, la Vettor Pisani stazionò a San Vincenzo di Capo Verde dal 10 al 14 giugno (altre rilevazioni con lo scandaglio vennero compiute in rotta per le Canarie). La pirocorvetta fu la prima nave ad essere salutata militarmente dai cannoni della fortezza portoghese di São Vicente (in risposta alle proprie salve di saluto), che le autorità, non essendo ancora stati terminati i lavori di costruzione, fecero sparare con polvere da sparo comprata al mercato. Il 13 giugno giunse la notizia del decesso di Giuseppe Garibaldi: le bandiere della Vettor Pisani vennero issate a mezz'asta, in segno di lutto. Alle sette e mezza del mattino del 27 giugno la nave passò l'Equatore, festeggiando con una temporanea esenzione dell'equipaggio dalla disciplina, incrementando poi gli scandagli man mano che si avvicinava alla costa brasiliana: gli ufficiali ebbero difficoltà a riconoscere la punta di Olinda (sulla costa brasiliana), punto di riferimento prima del porto di Pernambuco, non comprendendo se la nave fosse fuori rotta o se Pernambuco fosse segnalata dalle carte in posizione erronea. Il 24 giugno la nave, con le scorte di carbone ormai quasi esaurite (obbligando il primo macchinista Carlo Zuppaldi a fare estrema economia di carburante), giunse a Pernambuco, dove vennero compiuti ulteriori rilievi idrografici sulle maree. La sosta nel porto brasiliano si protrasse per ventidue giorni, anche in conseguenza della rottura del pistone del cilindro poppiero, che dovette essere sostituito non senza problemi. Ripartita da Pernambuco, la nave fece rotta per Rio de Janeiro, dove arrivò dopo oltre due settimane di navigazione, nel corso della quale scandagliò più volte i fondali per individuare e misurare dei banchi di sabbia segnalati da altre navi in quelle acque.
Giunta a Rio de Janeiro, la nave vi rimase per 25 giorni, durante i quali l'equipaggio visitò le piantagioni di caffè e di zucchero, i cui lavoratori erano tenuti in condizioni di schiavitù. Il 12 agosto 1882 gli ufficiali vennero ricevuti nel palazzo imperiale dall'Imperatore del Brasile Dom Pedro II e dall'Imperatrice Teresa Cristina di Borbone, che conversò in italiano con gli ufficiali. Sei giorni più tardi fu la nave ad essere visitata da Dom Pedro, che ne osservò ogni zona interessandosi in particolare al gabinetto zoologico ed ai rilevamenti idrografici (soprattutto quelli della rada di Pernambuco, effettuati da Cesare Marcacci e dal guardiamarina Riccardo Pericoli), nonché alle relative attrezzature (specie lo scandaglio Thompson). Nei giorni seguenti gli ufficiali presero più volte parte ai ricevimenti dati dalla principessa Isabella del Brasile e dal principe Gastone d'Orléans. Da Rio de Janeiro la Vettor Pisani si trasferì a Montevideo, imbattendosi nel tempestoso vento detto «pampero», soffiante da sudovest, ed effettuando sia rilevazioni idrografiche e scandagliamenti sia osservazioni e raccolte di campioni zoologici (queste ultime ad opera di Gaetano Chierchia). A Montevideo la Vettor Pisani incontrò la cannoniera Scilla, unica unità componente la Divisione navale dell'America Meridionale, e ricevette, per la prima volta da quando aveva lasciato Gibilterra, la posta per l'equipaggio. Da Montevideo vennero mandate in Italia le casse con i primi campioni zoologici raccolti, poi la nave riprese il mare in direzione sud, affrontando il forte vento ed una tempesta di neve nello stretto di Magellano, ove venne effettuata raccolta di campioni di alghe e rilevazioni circa le correnti nello stretto. Giunta a Punta Arenas, la pirocorvetta si approvvigionò di carbone, mentre alcuni membri dell'equipaggio conobbero un patagone. Lasciata Punta Arenas ed entrata nell'Oceano Pacifico, la Vettor Pisani fece rotta su Valparaíso, navigando lungo le coste cilene, sostando di frequente ed inviando a terra drappelli incaricati di raccogliere legna, per economizzare sulle scorte di carbone. Durante le soste l'equipaggio della nave lasciò inciso, come da tradizione, il nome della nave e la data dell'approdo in varie località (isola Sanchez, baia Nassau, baia Isthmus, Puerto Bueno ed altre). A Puerto Gallant l'equipaggio poté imbattersi nella prima volta in un gruppo di indios (altri incontri simili si ebbero successivamente).
Il comandante Palumbo decise poi di raggiungere Ancud passando per il complesso sistema di canali interni degli arcipelaghi di Chonos e Chiloé e lo stretto di Chachao, compiendo rilevazioni idrografiche e raccolta di campioni zoologici. Nessuna nave delle dimensioni della Vettor Pisani aveva mai cercato di navigare in quelle acque: in precedenza vi si erano recati solo Juan de Moraleda nel '700 e le unità britanniche Beagle e Nassau rispettivamente nel 1828 e nel 1867, e solo il comandante Beagle aveva abbozzato una sommaria carta di tali zone, risultata però insufficiente a navigarvi ed orientarvisi. Dopo aver inviato l'equipaggio a terra per rifornirsi di una grande quantità di legna per le caldaie, la pirocorvetta, il 2 novembre 1882, inalberò il piccolo pavese in occasione del compleanno della regina Margherita di Savoia ed alle 13.20 entrò nel canale di Darwin, giungendo a Puerto Lagunas il 4 novembre. Durante la navigazione lungo le coste della Patagonia, dal 23 novembre al 6 dicembre 1882, la Vettor Pisani, nonostante la pioggia, la grandine e le burrasche, cartografò la zona del canale di Darwin, dei canali interni verso l'ancoraggio di Lagunas e tra i canali di Darwin e Moraleda (ad opera del tenente di vascello Schiaffino e del 2° medico Boccolari, inviati su una scialuppa con 4 uomini e provviste per 15 giorni, stabilendosi temporaneamente a terra in alcune baracche, giungendo alla conclusione che il transito era precluso alle navi di grandi dimensioni e battezzando, come d'uso, isole, baie ed alture con nomi di membri dell'equipaggio), eseguendo inoltre studi meteorologici e sulle maree e correnti (ad opera del tenente di vascello Serra), astronomici e cartografici (con quattro imbarcazioni minori), effettuando uno studio idrografico completo sui canali di Moraleda e Darwin, l'arcipelago Chonos ed il Porto delle Lagune, individuando poi due banchi di sabbia pericolosi per la navigazione al largo di Caldera (Cile) e successivamente effettuando analisi idrografiche del capo di Ancon e delle isole circostanti (Perù). Nei quindici giorni successivi al 4 novembre squadre di membri dell'equipaggio della nave italiana esplorarono e cartografarono tutta l'area circostante, raccogliendo al contempo campioni di fauna e flora marina. Al rientro di tali squadre, si constatò che la quasi totalità di baie ed isole erano prive di nomi, fatto che complicava la stesura di adeguate carte nautiche della zona. Il direttore dell'«Oficina Hidrográfica de la Marina Nacional» cilena, capitano di fregata Francisco Vidal Gormaz, contattato dal comandante Palumbo, confermò che le isole fossero prive di nomi ufficiali, e sollecitò Palumbo a battezzarle con nomi italiani, per lasciare traccia della spedizione. La sera stessa vennero decisi, nel quadrato ufficiali della Vettor Pisani, i nomi delle località che non li avevano: «Puerto Italiano», «Isla Palumbo», «Isla Serra», «Isla Marcacci», «Isla Caniglia», «Isla Chierchia», «Isla Pandolfini», «Isla Tozzoni», «Islas Pescetto», «Isla Parenti», «Isla Pericoli», «Punta Gallese», «Monte Italia», «Monte Vesuvio», «Bajo (banco) Otranto» ed altre, in onore degli ufficiali della nave e di località italiane. Dopo aver toccato Ancud, la pirocorvetta giunse a Valparaiso e vi rimase per un mese e mezzo, per effettuare alcuni lavori svolgibili in fonderia, quindi riprese il mare con rotta nord e raggiunse dapprima le coste del Cile e quindi quelle del Perù, mentre erano in corso la guerra del salnitro tra Cile e Perù ed una guerra civile in Ecuador. La situazione era tale che, per passare il blocco navale che impediva di raggiungere Mollendo, fu necessario il permesso dalle autorità cilene, mentre per sbarcare nello stesso porto si dovette ottenere l'autorizzazione via telegrafo del contrammiraglio Lizardo Montero, della Marina peruviana.

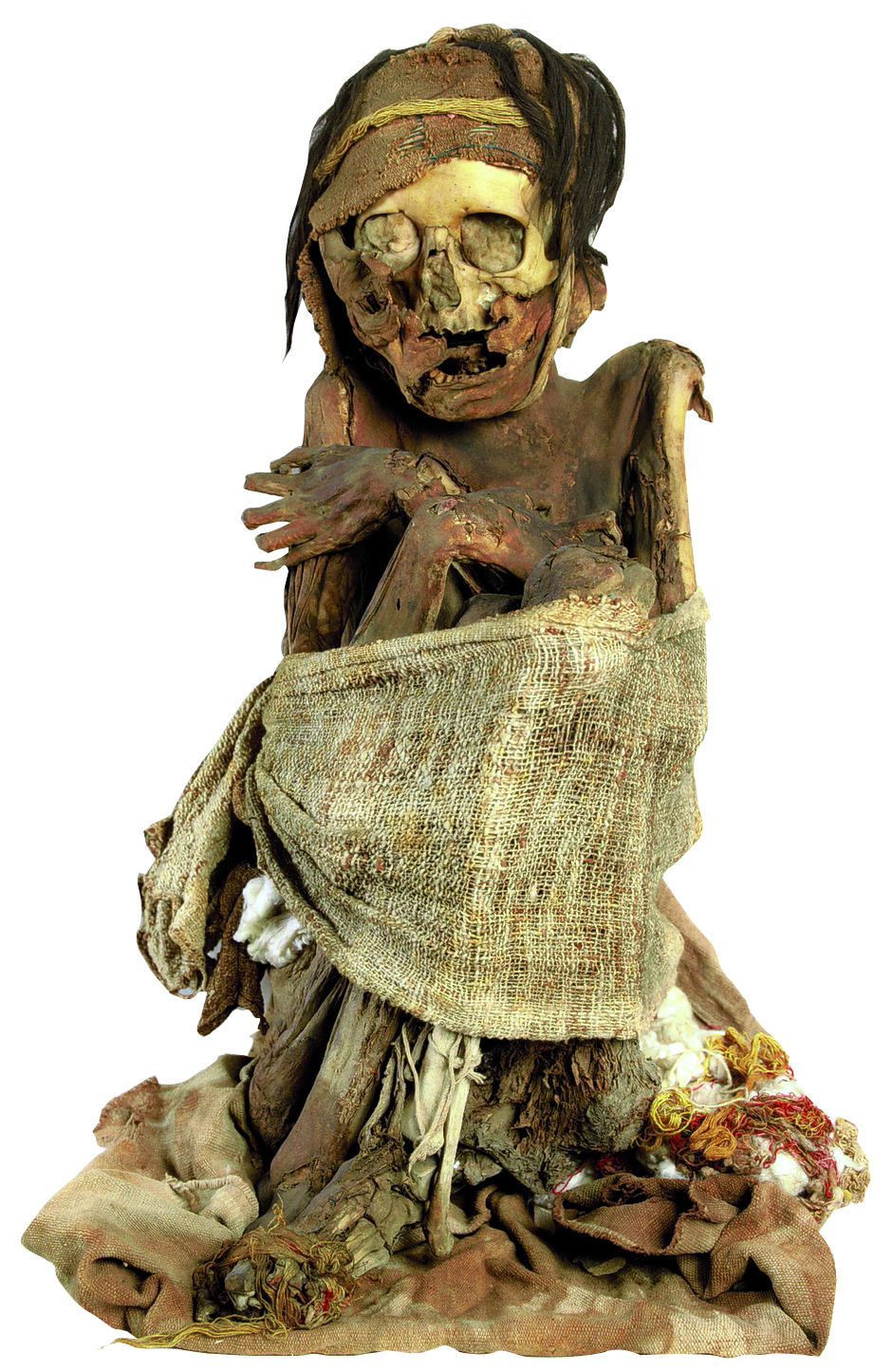
Mummia femminile dalla necropoli di Ancon, Museo Civico di Modena

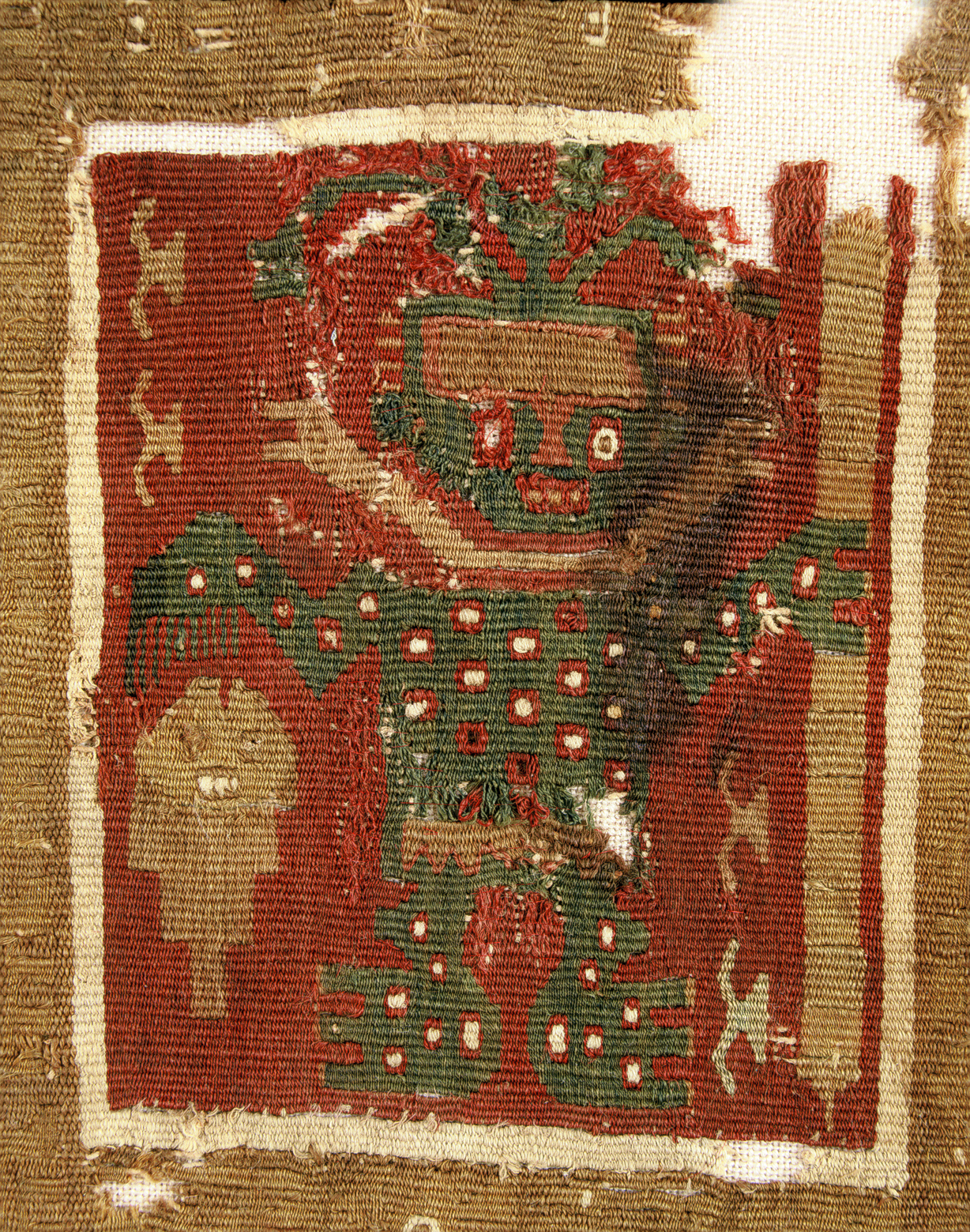
Frammento di arazzo policromo dalla necropoli di Ancon, Museo Civico di Modena

In Perù la nave, nell'aprile 1883, protesse la locale comunità italiana dalla guerra in corso tra quella nazione ed il Cile, osservando inoltre, durante la navigazione da Callao alla baia di Ancón, i resti di due necropoli precolombiane (rispettivamente ad Arica ed Ancon). Ad Arica si poterono rinvenire solo alcuni crani ed utensili, mentre ad Ancón furono ritrovate alcune mummie all'apparenza intatte nei loro involucri, ma che poi si rivelarono essere polverizzate e dovettero essere buttate in mare. Nella stessa località ulteriori scavi ad opera del guardiamarina Paolo Parenti e del medico di bordo in seconda Antonio Boccolari portarono al rinvenimento di reperti poi donati al Museo civico di Modena. Raggiunta Callao, la nave vi rimase per tre settimane e fu poi mandata a Guayaquil, ove, nel corso della guerra civile ecuadoriana, il comandante Palumbo mediò tra i capi delle opposte fazioni – il presidente Ignacio de Veintemilla ed il generale Eloy Alfaro – per difendere gli interessi degli italiani residenti in Ecuador, nonché dei cittadini di altre nazioni, che non avevano inviato unità in loco. In Ecuador, inoltre, la Vettor Pisani cartografò la zona di Guayaquil, e successivamente quella del Canale di Panamá. La Vettor Pisani stazionò a Guayaquil per due mesi e mezzo, durante i quali il tenente di vascello Gaetano Chierchia (che, istruito dal professor Felix Anton Dohrn della stazione Zoologica di Napoli, era l'ufficiale addetto alla raccolta e conservazione dei campioni zoologici) ebbe in dono, dal comandante di un mercantile italiano, due esemplari di tartaruga terrestre («testudo nigra») ancora in vita, catturati alle Galápagos nel 1822. Alla caduta di Guayaquil in seguito all'assedio del generale Alfaro, il comandante Palumbo si adoperò in modo da evitare saccheggi; dopo aver preso a bordo alcuni civili, il 14 luglio ripartì alla volta di Paita, ove sbarcò i rifugiati politici, quindi si rifornì di carbone ed il 25 luglio raggiunse Callao occupata dalle truppe cilene. Da Callao il tenente di vascello Chierchia inviò alla stazione zoologica di Napoli tutto il materiale raccolto da Montevideo in poi, corredato da un preciso inventario. Nel novembre 1883 la Vettor Pisani imbarcò l'equipaggio e gli ufficiali della vecchia pirocorvetta a ruote Archimede, disarmata e venduta a Callao per la sua vetustà, il 5 dicembre, prese il mare alla volta di Panamá. Poco prima di entrare nel golfo di Guayaquil la nave speronò un cetaceo di grosse dimensioni, vibrando bruscamente ma senza riportare danni, poi arrivò a Panama, ove sbarcò gli uomini dell'Archimede, che sarebbero stati trasbordati sul pirotrasporto ad elica Conte Cavour al suo arrivo in quel porto. Nel frattempo gli ufficiali della Vettor Pisani osservarono i lavori di costruzione del Canale di Panamá, stendendo una relazione al riguardo. Non essendo consigliabile permanere a Panamá, ov'era in corso un'epidemia di febbre gialla, la pirocorvetta riprese il mare e compì una crociera a vela che la portò nell'arcipelago de Las Perlas e nell'isola di Taboga, dove l'equipaggio partecipò ai festeggiamenti del Carnevale 1884.
Dopo che l'equipaggio dell'Archimede fu imbarcato sul Conte Cavour, il 3 marzo, il 12 marzo la Vettor Pisani riprese il mare versò le Galápagos, che avvistò al tramonto del 20 marzo. La pirocorvetta, avvistata per prima all'isola di Chatham (San Cristóbal) il 20 marzo, al tramonto, attese il giungere del giorno successivo prima di avvicinarvisi: dopo aver identificato il monte Pitt, la Vettor Pisani costeggiò la costa settentrionale, tenendosi comunque a distanza di sicurezza (vi erano infatti delle rocce subito sotto la superficie, gli scogli Hobbs) e riconoscendo vari punti di riferimento (promontorio Finger, scoglio Kircker, scoglio Dalrymple) per poi ancorarsi nella baia Stephens (ove vivevano numerosissime foche), ove vennero effettuati dei rilievi. Un gruppo di uomini raggiunse quindi la colonia «Hacienda el Progreso» fondata da Manuel Julián Cobos, che a sera raggiunse, insieme agli uomini di ritorno, la Vettor Pisani, suggerendo di trasferirsi dalla baia Stephens, da lui chiamata Puerto Grande, a Porto Chico (attuale Puerto Baquerizo Moreno); l'indomani mattina, dopo aver mandato il sottotenente di vascello Bertolini a verificare che Puerto Chico fosse un buon posto d'ormeggio, protetto dalla risacca, il comandante Palumbo decise di spostare la nave a Puerto Chico, da dove poi gli ufficiali della Vettor Pisani raggiunse a cavallo (gli animali erano stati messi a disposizione da Cobos) l'«Hacienda el Progreso», ove si svolgeva attività di lavorazione e commercio del cuoio, coltivazione di canna da zucchero, agrumi, yucca e caffè, estrazione di sale e calce e distillazione di una sorta di grappa ricavata dalla canna da zucchero (attività ulteriormente estese, diversificate e migliorate dopo la partenza della Vettor Pisani). Gli ufficiali italiani ebbero un'impressione positiva della colonia, vista come ben organizzata, senza tenere molto in conto le confidenze ricevute circa i metodi troppo duri utilizzati da Manuel Julián Cobos (che infatti, per la crudeltà dei suoi sistemi, sarebbe stato assassinato dai suoi stessi sottoposti diciannove anni più tardi). Nei rimanenti giorni passati a San Cristóbal il tenente di vascello Serra ebbe modo di ampliare la raccolta zoologica con campioni di specie endemiche, senza però riuscire a catturare alcun esemplare di iguana delle due specie descritte decenni prima da Charles Darwin. Serra raccolse inoltre 56 piante terrestri, mentre altri ufficiali eseguirono rilievi idrografici, cartografando la baia Stephens, diverse miglia di costa, tra cui Puerto Chico, battezzato Puerto Vettor Pisani in accordo con Manuel Julián Cobos in onore del quale venne invece denominato il Monte Cobos, alto 344 metri. Alla scogliera presente sotto il pelo dell'acqua vicino allo scoglio Dalrymple, insidiosa per chi cercasse di entrare nel porto, venne dato il nome di «Banco degli Schiavoni», mentre le due punte poste all'estremità dell'ingresso di Puerto Vettor Pisani vennero battezzate Punta Lido e Punta Malamocco. Il 26 marzo la Vettor Pisani si trasferì nell'isola Floreana (o Santa Maria), ormeggiandosi, invece che al Post Office, alla baia Playa Prieta, antico approdo della colonia penale là stabilita e successivamente abbandonata. Gli uomini della nave italiana esplorarono l'isola, osservando le piantagioni abbandonate e gli animali ormai abbandonati a loro stessi, oltre ad una lapide. Dopo aver raccolto esemplari zoologici di terra e di mare, il giorno seguente la nave si trasferì nella baia di Conway nell'isola di Santa Cruz, del tutto inesplorata: gli uomini dell'equipaggio, fattisi largo a fatica tra arbusti e crepacci, videro con stupore che i piccoli uccelli dell'isola si lasciavano avvicinare senza timore, ma non videro tartarughe, che cercarono invece, su indicazione della guida, nel non lontano isolotto di Duncan (isola Pinzón), ove, dopo una difficile marcia tra masse vulcaniche, rinvennero quattro tartarughe, una delle quali enorme, che non poterono però catturare per via del tempo insufficiente e delle difficoltà che avrebbe comportato il portarle a riva. Prima di lasciare l'isola l'equipaggio lasciò un'iscrizione in ricordo della propria visita, quindi la nave raggiunse Chatham (San Crisóbal) ove si rifornì prima di ripartire per Callao. Alle Galàpagos vennero eseguiti rilievi idrografici per una quindicina di miglia lungo la costa dell'isola di Chatam ed i portulani degli ancoraggi denominati Punta Bassa e Porto Vettor Pisani.
La pirocorvetta tornò poi a Callao, dove si erano radunate numerose navi da guerra di diverse Marine (specie europee, oltre a quella statunitense) in attesa di verificare la situazione in corso dopo l'autoproclamazione del colonnello Miguel Iglesias a presidente provvisorio della repubblica: le nazioni occidentali non credevano che Iglesias tutelasse i diritti dei propri connazionali, perciò non avevano ancora riconosciuto il suo governo. La Vettor Pisani stazionò perciò a Callao in attesa dell'arrivo dell'incrociatore Flavio Gioia, che l'avrebbe rilevata nell'incarico; durante tale sosta il professor Antonio Raimondi prese visione del materiale raccolto alle Galàpagos, aiutando a classificare le piante terrestri. Il 19 maggio, cinque giorni dopo l'arrivo del Flavio Gioia, che aveva portato l'ordine, per la Vettor Pisani, di attraversare l'Oceano Pacifico con tappa alle Hawaii, la pirocorvetta salpò da Callao, toccando la Croce del Sud, e, dopo 40 giorni, giunse ad Honolulu. Nel corso della navigazione Cesare Marcacci svolse numerosi scandagli, misurando le temperature alle diverse profondità in una zona pressoché vergine dell'Oceano Pacifico sotto il profilo idrografico. Al contempo Chierchia raccolse numerosi esemplari zoologici, osservandoli con le attrezzature modificate a bordo in base ai progetti del comandante Palumbo. Ad Honolulu la Vettor Pisani si trattenne per circa venti giorni, eseguendo operazioni di risistemazione generale con riparazioni minori, pulizia, rifornimenti di carbone e provviste, esercitazioni, accogliendo inoltre a bordo re Kalakua, sovrano delle isole Hawaii (nazione nei confronti della quale gli ufficiali espressero grande apprezzamento), che s'interessò alle raccolte zoologiche ed alle rilevazioni effettuate con lo scandaglio, ed altri ospiti importanti. Gli ordini erano poi di raggiungere la Polinesia francese, in particolare le isole Marchesi, e poi portarsi in Nuova Guinea, esplorando alcuni atolli della zona per poterne studiare le barriere coralline: il progetto si rivelò inattuabile per il troppo tempo trascorso in Sud America e la pirocorvetta dovette il mare, salpando da Honolulu il 19 luglio alla volta delle Filippine. Durante i giorni in cui il vento spirava con particolare intensità si rivelò impossibile raccogliere campioni, ma Palumbo volle comunque compiere le rilevazioni allo scandaglio, nel corso delle quali la pirocorvetta doveva fermarsi, rollando con sbandamento anche di 30° a causa del maltempo. Tra il 28 ed il 29 luglio la Vettor Pisani oltrepassò la linea del cambiamento di data, raggiungendo gli arcipelaghi delle Caroline e delle Marianne, incontrando periodi di calma di vento e finendo fuori rotta di 90 miglia a causa della nebbia che in alcuni giorni ostacolò la rilevazione del punto nave.
Dovendo navigare contro la direzione di un monsone, la nave poté raggiungere San Jacinto, nell'isola di Ticao (Filippine), solo dopo 54 giorni. Nei cinque giorni di sosta a San Jacinto l'equipaggio si approvvigionò di legna (non vi era infatti carbone disponibile nella località) e di provviste fresche, provvedendo inoltre a cartografare il porto e ad effettuare ricerche zoologiche, sia nell'entroterra che nelle acque dell'isola. In una stiva venne trovato un serpente lungo 1,20 metri, che si pensò fosse arrivato a bordo nascosto nella legna. Dato che la rada di Manila era più esposta al monsone di sudovest, e poteva comunque essere raggiunta in vaporetto in un'ora, il comandante Palumbo decise di dare fondo a Cavite. Mentre erano in corso gli approvvigionamenti, il comandante dell'incrociatore Cristoforo Colombo inviò un telegramma con l'ordine di raggiungere Shanghai: accelerati i rifornimenti, la Vettor Pisani riprese il mare navigando contro il monsone di sudest, che provocò molte difficoltà. Il 4 ottobre la pirocorvetta arrivò ad Amoy, ove fece abbondante rifornimento di carbone (25 tonnellate in più del normale), osservò un'eclissi totale di luna il 5 ottobre e tentò di partire per Shanghai l'8 ottobre, dovendo però tornare subito ad Amoy a causa delle avverse condizioni meteomarine. La sera del 13 ottobre la nave cercò nuovamente di partire per Shanghai, facendo rotta per le isole Pescadores (Penghu), doppiando a sud Formosa e costeggiando tale isola ad est per approfittare delle correnti marine favorevoli: non fu però possibile proseguire oltre e la Vettor Pisani dovette riparare ad Hong Kong, permanendovi per più di due mesi, aspettando che la forza del monsone calasse. Il tenente di vascello Chierchia non poté eseguire ricerche zoologiche nelle isole della zona, perché la guerra in corso tra Francia e Cina rendeva pericolose le zone al di fuori dei possedimenti britannici. Chierchia volle tuttavia proseguire nella propria opera, giungendo ad esaminare i campioni zoologici presenti sulle banchine del porto e, alla partenza, le colonie di microorganismi cresciute su carena ed ancora della stessa nave. Salpata da Hong Kong quando il monsone fu calato d'intensità, la Vettor Pisani fece rotta per Shanghai, tenendosi a poche miglia dalla costa e riparando temporaneamente in vari porti del litorale ogni volta che si manifestava un peggioramento delle condizioni meteomarine, per riprendere la navigazione verso nord quando il tempo migliorava.

La Vettor Pisani fotografata a Shanghai nel 1885.

 La nave giunse infine a Shanghai (ove c'erano temperature molto basse, comprese tra -5° e +3°, e le lagune circostanti il porto erano parzialmente gelate) il 6 gennaio 1885 ma vi si poté trattenere per poco, in quanto il 19 gennaio 1885 un ordine imprevisto da Roma ne stabilì un anticipato ritorno in patria. Le basse temperature di Shanghai, ove la nave era arrivata in pieno inverno, contro le previsioni, a causa della modifica del percorso stabilito, furono fatali per una delle due tartarughe imbarcate a Guayaquil, che morì di freddo e d'inedia a metà gennaio, mentre l'altra era già deceduta qualche tempo prima a causa della caduta di un peso. A Chierchia non rimase che cercare, insieme al medico di bordo in seconda Antonio Boccolari, che conservarne il corpo mediante con delle iniezioni. Terminati i lavori di riassetto, il 20 gennaio la pirocorvetta lasciò Shanghai salutata a voce dal Cristoforo Colombo e dalle navi straniere all'ormeggio nelle acque del porto cinese, poi iniziò la traversata del mare della Cina in direzione della penisola di Malacca, per sfruttare il monsone, che non sarebbe rimasto favorevole ancora a lungo. Giunta a Singapore, la Vettor Pisani vi rimase per pochi giorni, riempiendo stive e magazzini, poi attraversò il golfo del Bengala alla volta di Ceylon ed approdò a Colombo, che lasciò il 25 gennaio. Palumbo avrebbe desiderato effettuare gli scandagli e la raccolta di esemplari zoologici anche nell'Oceano Indiano, dove mai era stata attuata una simile attività, ma il tassativo ordine di rientro e la prossima fine del favorevole monsone di nordest lo obbligarono a rinunciare. Chierchia riuscì comunque a procurarsi, nel corso del viaggio, diversi campioni di flora e di fauna, esaminando in particolare la fluorescenza di alcuni organismi. Il 15 marzo la Vettor Pisani giunse nel golfo di Aden, ponendovisi all'ancora, sette giorni dopo entrò in Mar Rosso ed il giorno seguente giunse ad Assab, ove prese a bordo i malati dei reparti italiani là dislocati, che necessitavano di essere rimpatriati. Il 27 marzo la pirocorvetta arrivò a Massaua, ove trovò l'incrociatore Amerigo Vespucci, la vecchia pirofregata ad elica Garibaldi, l'avviso Agostino Barbarigo ed i mercantili Amedeo e Washington. Il 31 marzo, di sera, la pirocorvetta imbarcò 106 uomini della Garibaldi, che era stata disalberata ed era in corso di trasformazione in ospedale galleggiante, per riportarli in Italia; il 1º aprile la nave ripartì alla volta di Suez. Le ricerche zoologiche erano ormai terminate, ed il tempo rimanente venne trascorso nel riordine, nell'inventario e nell'imballaggio del materiale raccolto sino a Massaua. Dopo aver passato il canale di Suez, la nave arrivò a Porto Said il 14 aprile e qui si rifornì di carbone e provviste. Ripresa la navigazione in Mediterraneo, l'avvistamento della sagoma dell'Etna fu salutato con gioia dall'equipaggio, e la mattina del 30 aprile 1885 la pirocorvetta entrò nel porto di Napoli. Prima unità a venire incontro alla nave fu un vaporetto tedesco con a bordo il professor Felix Anton Dohrn, che aveva voluto salutare per primo il ritorno della Vettor Pisani, dalla quale era stato l'ultimo a scendere, a Napoli, prima della partenza per la traversata, tre anni e dieci giorni prima.
Durante la terza circumnavigazione – durata tre anni e dieci giorni (1105 giorni) per un totale di 42.000 miglia percorse – la Vettor Pisani effettuò importanti rilevazioni topografiche ed idrografiche (ad opera principalmente dei tenenti di vascello Cesare Marcacci ed Enrico Serra), permettendo di tracciare nuove carte e di correggere le carte nautiche della zona meridionale del Sudamerica – tali rilievi si rivelarono poi fondamentali per poter navigare con sicurezza lungo le coste della Patagonia, nelle isole a nord di Cabo Tres Montes (di cui non esisteva alcuna cartina) e nel canale di Darwin fino ad Ancud passando al largo delle isole di Chonos e Chiloé (rotta che la Vettor Pisani fu la prima nave di grande tonnellaggio a percorrere, e che venne dettagliatamente cartografata) –, che fu la più grande nave ad aver attraversato sino ad allora, e zoologiche, con la raccolta di numerosi campioni di alghe e specie animali marine (tra cui campioni erpetologici raccolti sia in Sudamerica che in Estremo Oriente) ad opera del tenente di vascello Gaetano Chierchia, incaricato della parte scientifica della spedizione (questi provvide anche a fornire agli altri ufficiali una sommaria istruzione sul riconoscimento delle specie e sulla cattura degli animali). I campioni di erbe, conchiglie, uccelli, rettili ed anfibi vennero collocati in circa 500 tubi in cristallo sistemati sul ponte di coperta, in un apposito gabinetto zoologico provvisto delle attrezzature necessarie, casse, contenitori, tavoli, flaconi in vetro ed altro. I campioni più importanti per lo studio scientifico furono quelli di invertebrati marini, celenterati, ascaridi e protozoi, oltre a centinaia di specie di alghe, alcune delle quali mai scoperte e classificate prima. Presero parte al viaggio anche due giovani nobili romani, il principe Giovanni di Drago ed il Duca del Galles, per compilare mappe, raccogliere campioni zoologici e scrivere un rapporto sulle culture trovate durante la traversata. Rilevante anche la notevole raccolta fotografica, curata dal guardiamarina Francesco Giuseppe Tozzoni. Nel corso del viaggio l'equipaggio venne inoltre in contatto, dopo il passaggio con lo stretto di Magellano, con le popolazioni indigene sudamericane, permettendo di osservare i loro usi e raccogliere materiale etnografico ed antropologico.

La Vettor Pisani in uso come nave scuola dall'Accademia d Livorno. In secondo piano, seminascosta, è visibile la pirofregata ad elica Vittorio Emanuele.

 Dal 1885, dopo la riduzione dell'armamento, la Vettor Pisani venne assegnata alla divisione velica d'istruzione, impiegata per l'addestramento degli allievi ufficiali dell'Accademia di Livorno, per la quale compì otto campagne d'istruzione percorrendo tutto il Mediterraneo, orientale ed occidentale, del quale toccò tutti i porti più importanti, uscendo anche in Atlantico sino al Regno Unito. Nell'estate 1885 la nave fece parte della Divisione d'istruzione insieme all'anziana pirofregata Vittorio Emanuele: dal 12 luglio 1885 al 15 ottobre dello stesso anno le due navi, al comando del viceammiraglio Giuseppe Lovera di Maria, si recarono in Grecia, a Smirne, Beirut, Porto Said, Alessandria d'Egitto, Bengasi e Tripoli. Armate a Napoli il 6 luglio, le due unità si trasferirono a Livorno il 13 luglio, ne ripartirono il 16 e tre giorni dopo toccarono Gaeta; l'indomani, giunsero Reggio Calabria, mentre dal 22 al 24 furono a Taranto. Il 29 Vittorio Emanuele e Vettor Pisani furono a Kalamaki, l'indomani a Falero, mentre il 3-4 agosto toccarono Syra; dal 7 a 13 furono a Smirne, dal 14 al 19 a Wathi (nell'isola di Samo), il 22-23 a Limassol, e dal 24 al 27 agosto a Beirut. Il 1º settembre la Divisione giunse a Porto Said, dal 3 al 5 fu ad Alessandria ed il 9 a Bomba, mentre il 10-11 fu a Ras-al-Chilil (10-11), il 12-13 a Bengasi ed il 16-18 a Tripoli. Dal 1° al 3 ottobre le navi furono a Palmas, quindi a Porto Conte (dal 4 al 6), Arzachena (l'8 ed il 19), Porto Camicia (dal 9 al 12) e Portoferraio (dal 13 al 15), concludendo quindi la campagna a Livorno il 15 ottobre.
Nell'anno successivo la pirocorvetta, sempre in estate, fu in Atlantico in crociera d'istruzione. Partita il 3 luglio da La Spezia insieme alla Vittorio Emanuele, nave di bandiera del viceammiraglio Federico Labrano, comandante la divisione d'istruzione, la Vettor Pisani giunse a Gibilterra il 12, restandovi sino al 15, quando si trasferì a Tangeri e da lì, il 17 luglio, riprese il mare alla volta di Brest, ove giunse il 25, trattenendovisi sino al 31. Il 2 agosto la pirocorvetta giunse a Portsmouth, restandovi sino al 10, dal 19 al 28, fu a Lisbona, il 30 a Gibilterra e dal 6 al 9 a Port Mahon. Dall'11 al 16 le due navi rimasero a Cagliari, dal 18 al 24 a Golfo Aranci ed il 29 giunsero a Livorno; il 30 settembre ed il 1º ottobre le due unità vennero ispezionate dal viceammiraglio Guglielmo Acton, comandante in capo del 1° Dipartimento Militare Marittimo.
Nel corso di una nuova campagna addestrativa con la Vittorio Emanuele, dal 25 giugno al 27 settembre 1887, le due navi toccarono Gibilterra, Vigo, Plymouth, Malaga ed Algeri. Il 2 luglio le navi salparono da Livorno ed il 7 arrivarono a Gibilterra, restandovi per due giorni,  dal 13 al 15, furono a Vigo, il 21-22 a Dartmouth e dal 22 al 31 a Plymouth. Dal 4 al 9 la Divisione fu a Falmouth, poi di nuovo a Vigo dall'11 al 17 ed a Malaga dal 25 al 28. Il 1º settembre le due navi furono ad Algeri, l'11-12 a Cagliari e dal 15 al 18 a Portoferraio, quindi a La Spezia dal 21 al 27, per poi rientrare a Livorno il 28: il 1º ottobre la divisione venne sciolta.
La campagna estiva del 1888, sempre con Vittorio Emanuele e Vettor Pisani, si svolse invece solo in acque italiane, protraendosi dal 23 giugno al 25 settembre 1888 nell'Adriatico e nello Ionio. Imbarcati gli allievi a Livorno a fine giugno, le navi toccarono Portoferraio, restandovi dal 2 al 4 luglio, quindi Messina dall'11 al 14, Catania dal 14 al 16 e Taranto il 21, restando in Mar Piccolo dal 23 al 28. Dal 5 all'8 agosto la Divisione fu ad Ancona, dal 9 al 15 a Venezia e dal 22 al 24 a Siracusa, dal 25 al 28, a Messina, e dal 29 al 5 settembre a Palermo. Dall'8 al 12 settembre le navi furono a Golfo Aranci e dal 12 al 14 a La Maddalena, per poi spostarsi a La Spezia (dal 15 al 25) e concludere la campagna a Livorno il 26.
Nella campagna svolta dal 1º luglio 1889 al 13 ottobre 1889 le due unità, cui si era aggiunta la pirocorvetta Caracciolo, toccarono Porto Mahon (dall'11 al 15 luglio), Gibilterra (dal 24 al 27), Vigo (dal 6 al 12 agosto), Lisbona (dal 14 al 20 agosto), Cadice (dal 25 al 31 agosto) e Tangeri (dal 2 al 4 settembre), per rientrare passando per Gibilterra (sosta dal 4 al 7 settembre), Cagliari (dal 13 al 15), Livorno (dal 20 al 25) e Golfo Aranci (dal 26 al 30): giunta a Livorno il 13 ottobre, la Divisione venne sciolta due giorni più tardi.
Nella campagna tenutasi tra il 14 giugno ed il 23 ottobre 1890 Vettor Pisani (con a bordo 55 allievi), Vittorio Emanuele, Caracciolo ed il pirotrasporto Conte Cavour navigarono nel Mediterraneo, toccando Vado (dal 18 al 22 luglio), Porto Conte (dal 27 al 29), Golfo Palmas (1-2 agosto), Cagliari (dal 3 al 9), Porto Santo Stefano (14-15), Corfù (dal 25 agosto al 1º settembre), Taranto (dal 5 all'11 settembre), Malta (dal 19 al 26), Siracusa (dal 27 al 29), Augusta (dal 29 settembre al 5 ottobre), Palermo (dall'8 al 14), Golfo Aranci (dal 18 al 22) ed infine concludendo la campagna a Livorno il 23 settembre. L'ammiraglio Denti, comandante la divisione, definì Vittorio Emanuele e Vettor Pisani «ormai vecchi e deformati con una linea d'immersione che non è la più conveniente, lentissimi a vela ed a vapore; stringono male e appena il mare è un po' agitato e il vento contrario non guadagnano nulla al vento».
Anche nel 1891 la squadra d'istruzione comprendeva, Vettor Pisani, Vittorio Emanuele, Caracciolo e Conte Cavour. Salpate da Livorno il 6 luglio, le quattro navi giunsero ad Alessandria d'Egitto il 29 luglio, restandovi sino al 3 agosto per poi fare rotta verso Navarino, ove, arrivate il 17 agosto, rimasero sino al 19. Dal 9 al 17 settembre le unità della Divisione furono ad Augusta, dal 19 al 26 a Malta, dal 2 al 6 ottobre a Palermo e dal 13 al 18 a Livorno, terminando la campagna a Livorno il 19 ottobre.
Disarmata il 6 marzo 1892, l'anziana pirocorvetta venne radiata con Regio decreto-legge del 12 febbraio 1893 ed avviata alla demolizione.